# Stadtbibliothek Koblenz
Die Stadtbibliothek Koblenz ist die öffentliche Bibliothek der Stadt Koblenz. Die Zentralbibliothek, die Kinder- und Jugendbücherei sowie die Musikbibliothek/Mediothek sind seit 2013 im Forum Confluentes auf dem Zentralplatz untergebracht. Zusätzlich unterhält die Stadtbibliothek, als einzige Bibliothek in Rheinland-Pfalz, zwei Bücherbusse: einen Schülerbücherbus für die Grundschulen und einen „Großen Bücherbus“ für die Stadtteile. Des Weiteren gibt es drei Stadtteilbüchereien in Horchheim, auf der Pfaffendorfer Höhe und auf der Karthause.

## Geschichte

### Anfänge als Bürgerbibliothek

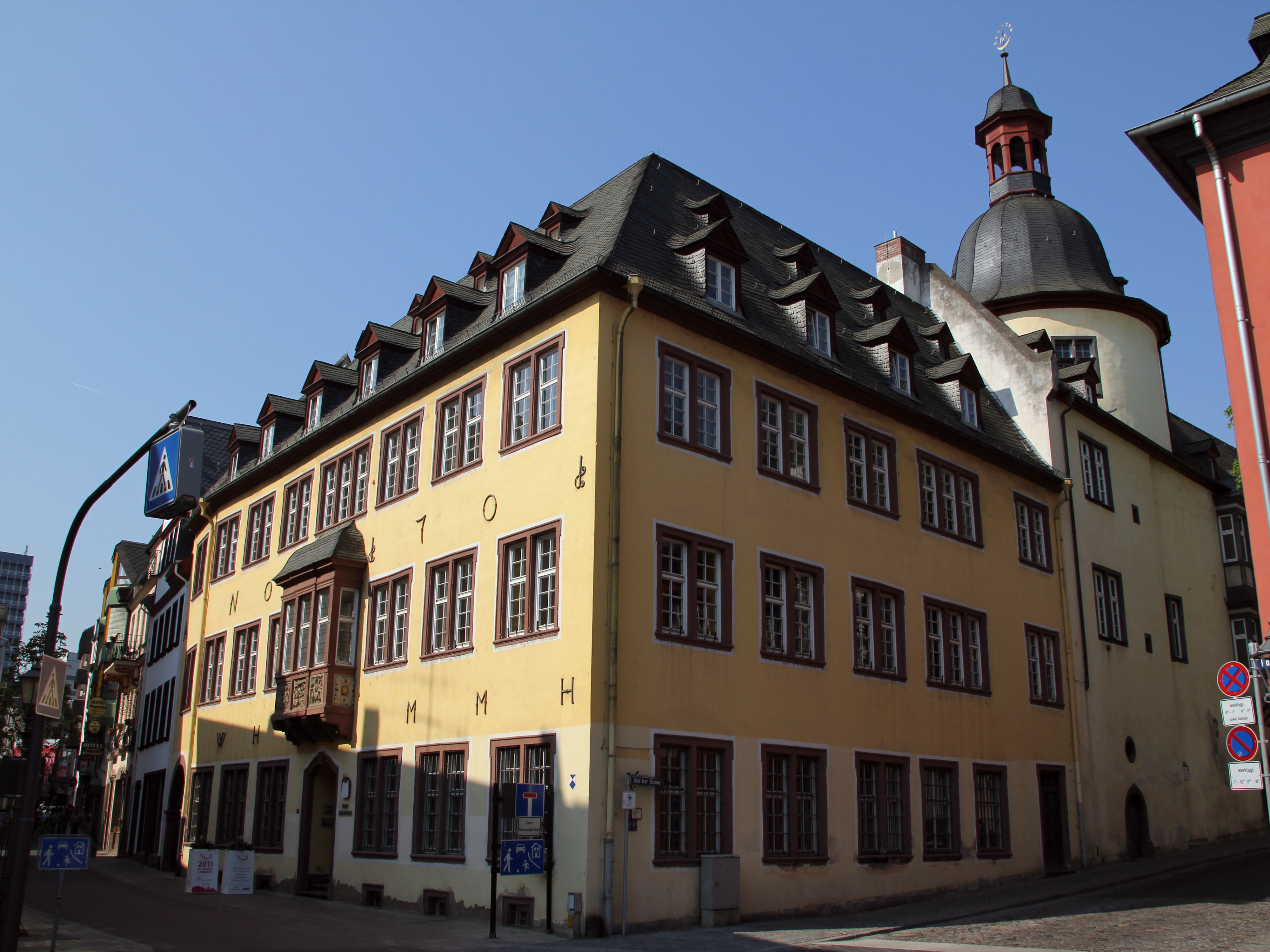
Die Zentralbibliothek war bis 2013 im Dreikönigenhaus untergebracht

Die Bibliothek ist aus der 1827 gegründeten „Bürgerbibliothek“ hervorgegangen, die ihren Grundstock aus dem Nachlass des Neuendorfer Pfarrers und Pädagogen Joseph Gregor Lang erhielt. Im Jahr 1977 zog sie in das Dreikönigenhaus in der Altstadt ein. Im benachbarten Bürresheimer Hof wurde die Kinder-/Jugendbücherei und die Musikbibliothek untergebracht. Daneben gab es noch einen Ausstellungs- und Veranstaltungsraum in der Alten Burg. Bis Ende der 1980er Jahre war die Stadtbibliothek auch wissenschaftliche Bibliothek für Koblenz und Umgebung. Diese Funktion übernahm dann die Rheinische Landesbibliothek Koblenz. Bis 1997 gehörte das Stadtarchiv Koblenz organisatorisch zur Stadtbibliothek. Die Direktion der Bibliothek übernahm 2007 Susanne Ott von Dr. Ulrich Theuerkauf. Die Stadtbibliothek hat heute über 30 Personalstellen und bildet jährlich aus.
Die Bibliothek nimmt am Deutschen Leihverkehr (Bibliothekssigel 69) teil. Sie ist Mitglied in Sektion 2 des Deutschen Bibliotheksverbandes.
In den Jahren vor der Pandemie verzeichnete die Stadtbibliothek durchgängig über 800.000 Ausleihen pro Jahr. Die Besucherzahl lag 2022 bei fast 240.000 und die Ausleihzahl stieg wieder auf fast 680.000. 2022 sind wieder nahezu 13.000 aktive Nutzer registriert. Seit 2015 hat die Stadtbibliothek ihr Digitalangebot stark ausgebaut. Außer E-Books und E-Audios (Onleihe) können inzwischen Filme (Filmfriend) und Musik (Freegal) online genutzt werden. Die Nutzung der digitalen Medienangebote stieg 2022 auf fast 69.000.

### Umzug ins Forum Confluentes

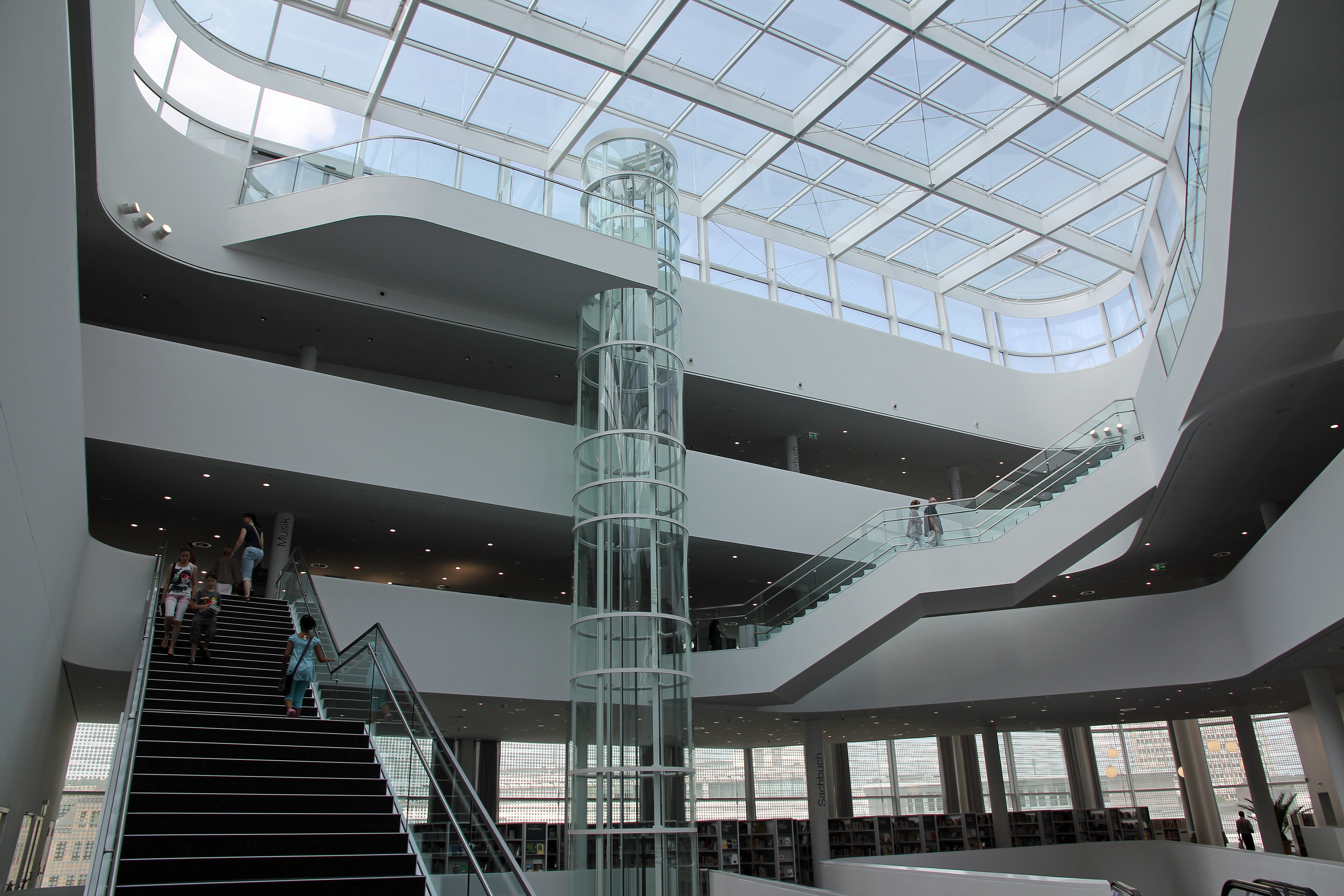
Die Räume der Stadtbibliothek im Forum Confluentes

Auf dem Zentralplatz von Koblenz realisierten die Projektpartner ECE und STRABAG eine einzigartige Symbiose aus Einzelhandel und Kultur. Das innerstädtische Einkaufszentrum Forum Mittelrhein wurde am 26. September 2012 eröffnet. Daneben entstand mit dem Forum Confluentes ein Kulturhybrid, welches ab dem 20. Juni 2013 dem Mittelrhein-Museum, der Stadtbibliothek und dem Romanticum Koblenz eine neue Heimat bietet. Beide Gebäude verbindet der neue Zentralplatz, ein Platz mit einer 6.000 m² großen Freifläche sowie Grüninsel und Wasserspiel.
Mit dem Kulturgebäude löst die Stadt einige Probleme bei Museum und Stadtbibliothek. Die über mehrere Standorte verteilten Einrichtungen waren weder barrierefrei noch genügten sie den heute geforderten Brandschutzbestimmungen. Für die neue Stadtbibliothek stehen rund 4.100 m² zur Verfügung mit einem Zielbestand von 220.000 Medien. Im ersten Jahr nach dem Umzug besuchten 340.000 Menschen die Stadtbibliothek, eine Verdopplung gegenüber 2012. Der neue Standort am Zentralplatz wurde von den Menschen sehr gut angenommen, was eine erneute Steigerung im Jahr 2014 auf 403.773 Besucher zeigt.

## Bestand
Das Medienangebot umfasst Bücher, Zeitschriften, DVDs, Blu-rays, Hörbuch, Musik-CDs, Noten, Internet und Konsolenspiele für Beruf und Schule, Weiterbildung, Unterhaltung sowie für die Freizeitgestaltung. Außerdem ist die Bibliothek für die flächendeckende Informations- und Medienversorgung der Koblenzer Bevölkerung zuständig.
Der Gesamtbestand besteht einschließlich des historischen Altbestands (etwa 20.000 Bücher von vor 1850) und Magazinbeständen (u. a. Nachlässe von Alexander Baldus (Schriftsteller), Hanns Maria Lux (Jugendbuchautor), Fritz Michel (Historiker), Fritz von Unruh (Schriftsteller) und Edmund Dondelinger (Ägyptologe)) sowie dem „Archiv Koblenzer Zeitungen“ aus fast 220.000 Medieneinheiten. Schwerpunkte des Medienangebotes der Stadtbibliothek sind die Regionalkunde (Rheinland und Koblenz), die vier Themenbibliotheken Schule und Lernen, Job-Studium-Ausbildung, Eltern und Recht im Alltag. Die Stadtbibliothek verfügt über eine der wenigen fachlich geführten Musikbibliotheken in Rheinland-Pfalz.
Ein wichtiger Bereich sind die Belletristik und die Literatur. Weiterhin verfügt die Stadtbibliothek über Medienangebote in allen üblichen Sachgebieten.
Seit 2021 bietet die Bibliothek zusammen mit dem Mittelrhein-Museum eine Artothek an.

## Dienstleistungen
Die Bibliothek bietet einen Zugang zu Informationen und Medien. Dazu gehören zehn öffentliche PC-Arbeitsplätze und kostenfreies Internet (WLAN). Es stehen insgesamt 350 Arbeits- und Leseplätze in der Zentralbibliothek zur Verfügung.
Die Kinderbücherei und die drei Stadtteilbüchereien veranstalten regelmäßig Bastel-, Kreativ- und Vorlesenachmittage. Weiterhin bieten sie Bibliothekseinführungen. In der Stadtbibliothek findet jährlich der Vorlesewettbewerb (Stadt- und Bezirksentscheid) statt. Seit 1996 wird die Stadtbibliothek vor allem im Bereich der Leseförderung, bei Veranstaltungen und beim „Historischen Altbestand“ durch den Förderverein Lesen und Buch unterstützt. Seit 2009 nimmt die Bibliothek am Lesesommerclub in Rheinland-Pfalz teil. Weiterhin bietet die Stadtbibliothek Veranstaltungen im Rahmen der Bibliothekstage Rheinland-Pfalz und der Jugendliteraturtage Koblenz an. Nach der Aufhebung der Corona-Regeln fanden 2022 wieder 157 verschiedene Veranstaltungen für Kinder und Erwachsene in der Bibliothek statt.
2015 gehörte die Stadtbibliothek Koblenz beim BIX zu den besten Bibliotheken in Deutschland.